# Tree (命令)
在计算机科学中，tree 是一个递归列出目录的命令，或者说是一个产生带有深度缩进文件列表的计算机程序。它起源于 PC-DOS 和 MS-DOS，出现于 Digital Research FlexOS, IBM/Toshiba 4690 OS, PTS-DOS, FreeDOS, IBM OS/2, Microsoft Windows, and ReactOS。另外也有 Unix 和 类Unix 系统的版本。
tree 命令也经常被用于技术支持诈骗。这个命令可以用来占用命令提示符的屏幕，以供假冒技术支持的诈骗者输入另外的文本以假装成命令的输出。

## 概览
如果不提供其它参数，tree 将列出当前目录下的文件。如果提供了目录的参数，tree 将逐个列出其目录下的全部文件和路径。Linux 下的 tree 命令在列完全部文件和目录之后，会输出全部列出的文件和目录的数量。输出所使用的字符和颜色可以通过参数来切换。
该命令从 MS-DOS 3.2 和 IBM PC DOS 2 之后提供。Digital Research DR DOS 6.0， Itautec SISNE plus， 和 Datalight ROM-DOS 也提供了 tree 命令的一个实现。
Unix 工具 Tree 由 Steve Baker 开发。FreeDOS 版本由 Dave Dunfield 开发，ReactOS 版本由 Asif Bahrainwala 开发。这三个实现都使用 GNU 通用公共许可证。

## 示例
```
$ 
tree
 
path/to/folder/

path/to/folder/

├── a-first.html

├── b-second.html

├── subfolder

│   ├── readme.html

│   ├── code.cpp

│   └── code.h

└── z-last-file.html

1 directories, 6 files

```

## 更多来源
- Cooper, Jim. . Que Publishing. 2001. ISBN 978-0789725738.
- Kathy Ivens; Brian Proffit. . Osborne McGraw-Hill. 1993. ISBN 978-0078818714.
- John Paul Mueller. . John Wiley & Sons. 2007. ISBN 978-0470165799.